# Денди
Де́нди (англ. dandy) — социально-культурный тип XIX века: мужчина, подчёркнуто следящий за эстетикой внешнего вида и поведения, изысканностью речи.

## Социальная и культурная характеристика
Денди воспроизводит манеры аристократа, хотя по происхождению чаще всего принадлежит к среднему классу. Тем самым он демонстративно и парадоксально, даже саморазрушительно противостоит принципу уравнительности, диктатуре буржуазной «середины» и посредственности. Именно такое социально-критическое, протестное понимание дендизма развил в своей эссеистике Шарль Бодлер.
Дендизм возник в Англии в XVIII — начале XIX века как реакция на возросшую роль в общественной и культурной жизни сословия богатых буржуа и распространился по всей Европе. Дендизм ответил на изменившиеся условия культом личности, которая раскрывает своё превосходство над обществом через моду.
Одним из самых ярких представителей дендизма стал Джордж Браммел, которого называли «премьер-министром элегантности». Обладавший, по всеобщему признанию, безупречным вкусом, Браммел стал влиятельным человеком, другом и консультантом в вопросах моды будущего короля Георга IV. Он резко отличался от щёголей высшего общества, привлекавших всеобщее внимание экстравагантностью. Принципом Браммела была «заметная незаметность» (англ. conspicuous inconspicuousness), — он носил безупречно сшитую одежду без аффектации и вёл себя со всей возможной естественностью. Его костюм был выражением крайнего аристократизма натуры. Низко оценивая общество, не владеющее формой культуры, олицетворением которой он являлся, Браммел тем не менее не нарушал его законов. Но он не скрывал своего презрения, подвергая насмешкам людей гораздо более знатных или способных. Противостояние свету знаменитого денди импонировало Байрону, которому приписывают высказывание, что лучше быть Браммелом, чем Наполеоном.

## Денди в моде
Тон в моде денди задавали уже в последние десятилетия XVIII века. Известен случай, произошедший с одним из денди — лордом Спенсером. Однажды в клубе по неосторожности он сжёг фалды фрака в огне камина. Спенсер срезал их, дав жизнь новому виду верхней одежды — узкому пальто без пол «спенсер». Одно время светлый спенсер надевался мужчинами к синему фраку, но вскоре это пальто стало частью женского гардероба.
В первых десятилетиях XIX века начал формироваться образ мужчины, одетого на первый взгляд скромно, но подчёркнуто элегантно. Безупречный костюм не должен был стеснять своего владельца, который отличался непринуждённой грацией движений, итальянцы называли её la Sprezzatura.
Умеренность и кажущаяся простота облика денди была плодом многочисленных, но тщательно скрываемых, ухищрений и больших денежных затрат.
Из мужской моды ушли роскошные материалы ярких расцветок и броские эксцентричные украшения. Всё внимание переносится на крой, который должен быть безупречен. Для главного предмета и повседневного, и праздничного гардероба того времени — фрака использовалось сукно высокого качества. Выбор цвета обуславливался обстоятельствами: тёмный (чаще всего синий) предназначался для вечера, светлый (серый) — для дневных выходов. Широко употреблялись для мужского костюма ткани чёрного, коричневого, зелёного цветов. Из украшений в мужской одежде остались булавка для галстука и часы. Обязательной принадлежностью повседневного костюма стал цилиндр. Лишь двум деталям мужского костюма — жилету и галстуку — разрешено было быть яркими. Жилет придирчиво выбирался по цвету, узору, фактуре. В эпоху бидермейер не существовало различий между материей для женского платья и жилета. В течение всего XIX века этот предмет мужского костюма пользовался популярностью. Он оставался в гардеробе и романтиков, и декадентов. Известно, что в молодые годы Оскар Уайльд, большой любитель жилетов, составил впечатляющую коллекцию из экземпляров самых неожиданных расцветок. Завершал костюм живописно повязанный шейный платок из белой материи, в более поздние годы — галстук. Владение искусством завязывания галстука отличало настоящего денди от обычного человека. Слишком старательно завязанный он — атрибут неофита, лёгкая небрежность в узле галстука денди производила впечатление импровизации, хотя на неё, как правило, тратилось немало времени. В первой половине XIX века создавались специальные учебники для тех, кто желал во всех тонкостях освоить этот сложный процесс. Галстукам уделил внимание в своём «Трактате об элегантной жизни» (1830) Бальзак. А «Учебник о галстуках» (1828, Илменау) восхвалял галстук а ля Байрон: свободный узел в 4 дюйма, коралловый цвет (scabiosa) и отсутствие всякого сдавливания шеи были призваны выразить поэтическую натуру хозяина. В 1804—1825 годах модным был высокий, туго накрахмаленный воротник с острыми концами фатермордер.
Для настоящего денди считалось дурным тоном быть одетым в костюм, новизна которого бросалась в глаза. Чтобы придать ткани фрака вид слегка потёртой, его отдавали носить слуге или обрабатывали абразивными материалами (наждачной шкуркой, стеклом).
Большое внимание уделялось личной гигиене. Чистота рубашек и перчаток должна была быть идеальной. По мнению одного из современников, элегантный мужчина должен менять в течение недели «двадцать рубашек, двадцать четыре носовых платка, десять видов брюк, тридцать шейных платков, дюжину жилетов и носков». 

## Фигуры денди в истории и литературе
В 1820-х годах дендизм породил особый литературный жанр — «модный роман» (англ. fashionable novel), где главным героем был «светский лев». Читатель, который в реальной жизни никогда не попал бы в круг аристократов, купив книгу, мог удовлетворить своё любопытство, приобщившись к «избранным». Издатель и совладелец литературных журналов Генри Коулберн, верно прочувствовав ситуацию, дал возможность буржуа проникнуть в закрытые аристократические клубы той эпохи. Первым «модным романом», на долю которого выпал успех (он получил благосклонные отзывы и писателей — Генри Макензи, Роберта Саути), стал «Тремэн» (1825) Р. П. Уорда, опубликованный под псевдонимом. Это был первый литературный портрет денди, а прототипом главного героя стал Джордж Браммел. Успеху романа способствовала также умело проведённая Коулберном рекламная кампания. С другой книгой, изданной Коулберном также анонимно, романом Дизраэли «Вивиан Грей» (1826), был связан скандал. Издатель организовал в связанных с ним журналах и газетах анонсы новой «очень острой» книги из светской жизни, «Дон Жуана в прозе». Публика приняла «Вивиана Грея» более чем благосклонно, однако, когда имя автора было раскрыто, свет возмутился. Молодому человеку, не связанному с аристократическим обществом, не могли простить его карикатурного изображения. Высказывалось предположение, что Дизраэли написал книгу по украденным дневникам Уорда. Во многом «Вивиан Грей» автобиографичен — через несколько лет Дизраэли, взяв, как и главный герой его романа, на вооружение гиперболизированный вариант дендизма, завоюет признание лондонского света. После «Тремэна» и «Вивиана Грея» Коулберн опубликовал «Пелэм» Бульвера-Литтона. Книга, соединившая заповеди дендизма и детективный сюжет, пережила все другие «модные романы». В образе мистера Раслтона Бульвер-Литтон изобразил Браммела. Сам Браммел, прочитав «Пелэм» уже на склоне лет, посчитал, что автор нарисовал его слишком карикатурно. Роман Бульвер-Литтона произвёл впечатление на Пушкина, который с конца 20-х годов строил планы писать о современной жизни. В одном незавершённом прозаическом наброске середины 30-х годов действует герой, названный Пушкиным «русским Пеламом».
К денди были причислены:
- Евгений Онегин
- Габриеле д'Аннунцио
- Байрон
- Барбе д’Оревильи
- Обри Бердслей
- Макс Бирбом
- Бодлер
- Джордж Браммел
- Гюисманс
- Альфред Д’Орсе
- Михаил Кузмин
- Антонио де Ойос-и-Винент
- Робер де Монтескью
- Уолтер Патер
- Анатолий Мариенгоф
- Оскар Уайльд
- Джеймс Уистлер

Одним из ярких образов денди в литературе признают сэра Максиджазза, героя драмы и романа английской писательницы венгерского происхождения Эммушки Орци «Алый Первоцвет» (пьеса — 1903, роман — 1905).

## Женщины-денди
С мужчинами-денди иногда сопоставляют известных дам парижского полусвета, демимонденок второй половины XIX — начала XX веков, например, Кору Перл, маркизу Луизу Казати и даже Коко Шанель.